# Корнелл, Тим
Тим Дж. Корнелл (англ. Timothy (Tim J.) Cornell; род. 1946) — британский историк-антиковед, специалист по Древнему Риму и в особенности по ранней римской истории. Доктор философии (1972), эмерит-профессор Манчестерского университета, почётный профессор Бирмингемского университета.
Ученик Арнальдо Момильяно. 
Окончил Университетский колледж Лондона (бакалавр, 1968). Получил степень магистра в Кембридже, и доктора философии — в Лондонском университете, также в UCL. В 1973-75 исследовательский феллоу Кембриджа. В 1975-8 ассистент-директор British School at Rome. Лектор и затем старший лектор в альма-матер UCL в 1978-94. В 1994—2004 и 2006—2011 профессор Манчестерского университета. В 2004-6 директор Института антиковедения Лондонского университета. Президент Society for the Promotion of Roman Studies (с 2018), вице-президент с 2022.
Автор The Beginnings of Rome: Italy and Rome from the Bronze Age to the Punic Wars (c. 1000—264 BC) (London: Routledge, 1995) {Рец. Gary Forsythe}. В The Classical Review последний том называли наиболее авторитетным исследованием ранней римской истории, написанным одним автором со времен Romanische Geschichte Белоха в 1926 году. Оксфордский историк Harry Sidebottom рекомендовал Atlas of the Roman World, написанный Корнеллом в соавторстве.
Генредактор трехтомника The Fragments of the Roman Historians (Oxford: Oxford University Press, 2013). 
Соредактор Myth and History in the Historiography of Early Rome.